# Michal Gavenčiak
Michal Gavenčiak (* 17. November 1979) ist ein tschechischer Poolbillardspieler.

## Karriere
Im Juli 2002 erreichte Michal Gavenčiak bei den Holland Open der IBC-Tour den 33. Platz, im November wurde er Siebzehnter beim IBC Tokyo 9-Ball International. Im Januar 2006 erreichte Gavenčiak mit dem Viertelfinal-Einzug bei den Czech Open sein bislang bestes Ergebnis auf der Euro-Tour. Im Viertelfinale unterlag er dem Italiener Fabio Petroni mit 4:9.
Im September 2010 kam er bei den Gstaad Swiss Open auf den neunten Platz.
Seit 2013 spielt Gavenčiak in der zweiten Mannschaft von Fortuna Straubing. 2014 stieg er mit dieser in die 2. Bundesliga auf.
Beim World Cup of Pool bildete Gavenčiak zweimal gemeinsam mit Roman Hybler das tschechische Team. Nachdem sie 2006 erst im Viertelfinale gegen den späteren Siegern Efren Reyes und Francisco Bustamante unterlagen, schieden sie 2014 bereits in der ersten Runde aus.
Mit der tschechischen Nationalmannschaft schied Gavenčiak in der Vorrunde der Team-Weltmeisterschaft 2010 aus.